# Jeppe Kirk Bonde
Jeppe Kirk Bonde (født 20. juni, 1987) er en dansk investor og er en af de mest kopierede på handelsplatformen eToro med over 100 millioner dollars under forvaltning. 
Han har en kandidat i Finance & Strategic Management og en bachelor i International Business & Politics fra Copenhagen Business School. Han har en baggrund som ledelseskonsulent i London, en karriere han tilsidesatte til fordel for at investere på fuld tid.

## Privat
Jeppe Kirk Bonde er bosiddende i Dubai og er søn af europaparlamentariker Jens-Peter Bonde.
1. ↑  Jeppe Kirk Bonde | eToro Investor
2. 1 2  IMPACT Juni 2025 by ISA Publishing - Issuu
3. ↑  Discover Top Traders and Investors to Follow & Copy on eToro
4. 1 2 3  Han er en af verdens mest kopierede investorer: Sådan ser han på aktiemarkedet - Finans